# Блакитний колір
Блаки́тний, або голуби́й — колір з довжиною хвилі приблизно від 450 до 485 нанометрів, діапазон між зеленим і синім, ближче до синього, а також розбавлений, бляклий синій колір. Часто блакитним називається один з трьох кольорів системи CMYK (в англ. мові — ціановий). Голубий колір — це п'ятий колір веселки.

## Блакитні природні фарбники та пігменти
- Бірюза (має зеленувато-блакитні відтінки — залежно від родовища)
- Лазурит слугував в давнину одним з небагатьох відомих синіх пігментів, тому був дуже дорогий

## Блакитне небо і фізика зору
- Блакитним на вигляд є небо. Насправді небо випромінює (точніше, розсіює) промені всіх видимих кольорів, але ступінь розсіювання обернено пропорційна довжині хвилі в 4-му ступені, тобто у видимому діапазоні максимальна для фіолетових, синіх і блакитних променів. Для ока така суміш здається блакитною, саме тому польською цей колір називається niebieski (нєбєскі).

## Блакитний колір в культурі та етнографії
Блаки́тна ба́рва — барва неба, одна з барв українського національного прапора, що єднає блакить неба з жовтиною достиглого збіжжя, на яке така багата українська земля.
За Платоном, жерці єгипетської Ізіди вбиралися в блакитне, щоб народ, дивлячись на них, підносив духові очі до неба. І у давніх римлян блакитна барва була присвячена Юпітерові, персоніфікації неба, і великий римський промовець Цицерон любив убиратися в блакитне, щоб дати тим зрозуміти, що його дух завжди змагає в високості.
Загалом, блакитна барва символізує справедливість, лояльність, добру славу, добре походження — світ душі:
Як небо блакитне — нема йому краю,
Так душі — почину і краю немає…
(Пантелеймон Куліш)

### Блакитний колір в мистецтві
В більшості випадків англійське слово «blue», яке в колориметрії перекладається, як «синій», в мистецтві перекладається, як «блакитний»
- «Блакитний період» у творчості Пабло Пікассо — період з 1901 по 1904 роки, коли митець жив у Парижі та Барселоні. Переважаючий настрій картин цього періоду — сентиментальна меланхолія, виражена похмурими холодними ефірними відтінками блакитного, завдяки чому й закріпилася назва. Об'єктами його творчості цього періоду були бідняки, ізгої суспільства.
- Блюз (від англ. blue — блакитний) — музичний жанр. «blue note» (дослівно «блакитна нота») — нота поза темперованою шкалою, характерна цьому жанру. Нерідко блакитний колір присутній в назвах творів, що написані в цьому жанрі (або елементами блюзу), наприклад, «Рапсодія в блакитних тонах» Дж. Гершвіна.

### Інші культурні асоціації
- Блакитний — колір мрії та ідеальності. Звідси поняття «блакитна мрія» (тобто прекрасна і недосяжна), блакитний злодюжка з «Дванадцяти стільців» у І. Ільфа і Є. Петрова (тобто злодюжка, який мучився розкаяннями совісті після крадіжок), блакитне волосся Мальвіни з казки «Буратіно»
- Матеріальним «втіленням» блакитного кольору вважається камінь топаз.
- «Блакитне паливо» — газ. Згораючи світиться блакитним.
- Біло-блакитні — традиційні кольори футбольного клубу Динамо (Київ)
- Біло-блакитні — прихильники В. Януковича та Партії регіонів на президентських та парламентських виборах в 2004—2006 роках
- Голубий — гомосексуал на жаргоні — в Росії та в Україні з початку 1980-х рр